# Holenderski park tematyczny w Japonii

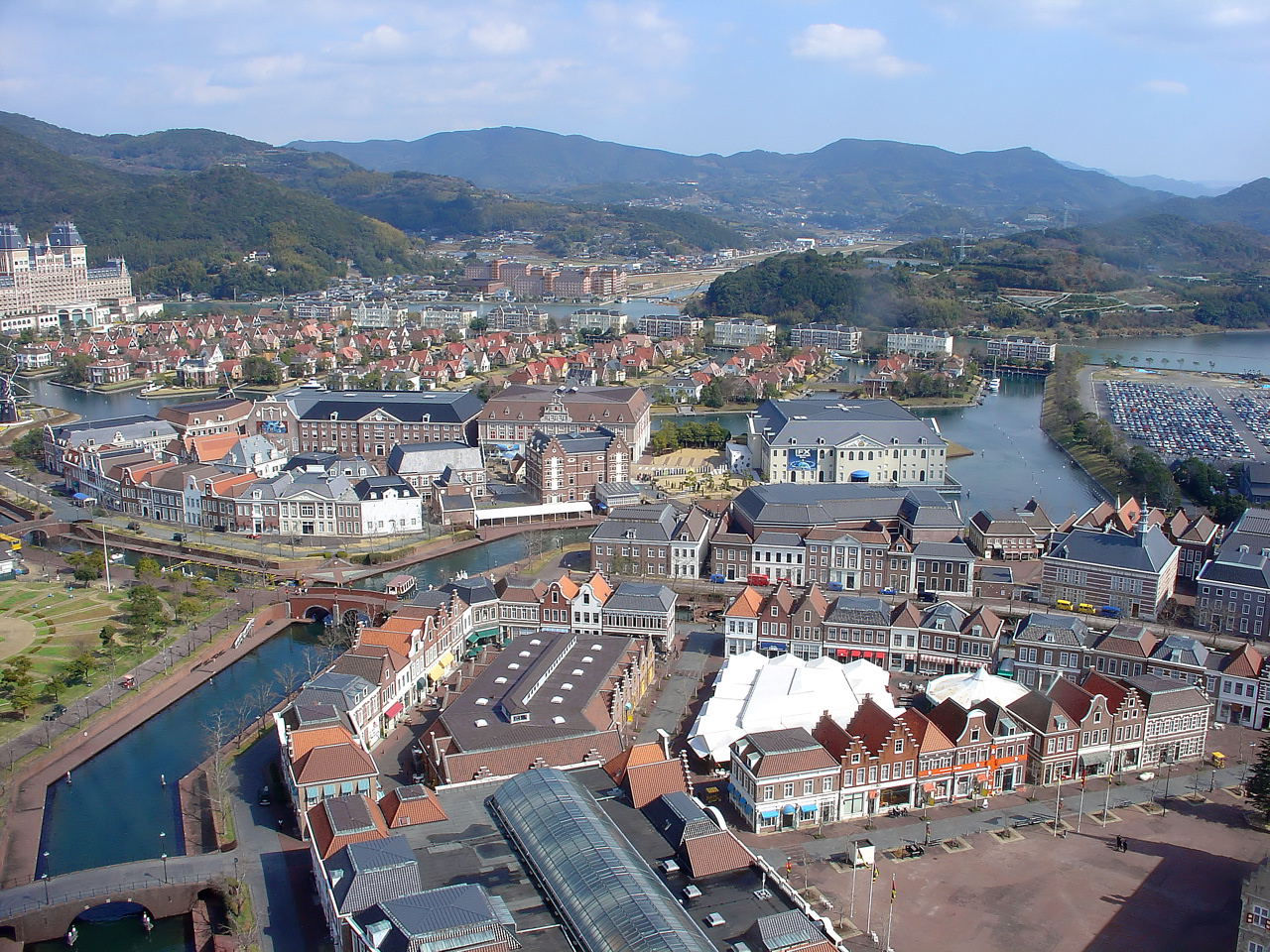
Panorama parku

Huis Ten Bosch (jap. ハウステンボス Hausu Ten Bosu) – tematyczny park rozrywki w Japonii, o powierzchni ponad 150 ha nad zatoką Ōmura, w Sasebo, w prefekturze Nagasaki, skonstruowany jako replika holenderskiego miasta. Został oddany do użytku w 1993 roku, w celu upamiętnienia szczególnych stosunków, jakie łączyły oba kraje na przestrzeni wieków. 

## Opis
W 1983 roku w pobliżu Nagasaki otwarto park rozrywki o nazwie „Holland Village”. Pierwszą atrakcją był wiatrak, a następnie pojawiły się statki i budynki. Popularne stały się ser gouda i saboty, a dzieło pisarza i ilustratora książek dla dzieci, Dicka Bruny (1927–2017), króliczka „Nijntje”, podbiło serca japońskich dzieci jako „Miffy-chan”.
Ze względu na to, że „Wioska” odniosła wielki sukces, rozszerzono projekt i powstał park „Huis Ten Bosch”, otwarty w 1993 roku. Nazwany na cześć pałacu królewskiego „Huis ten Bosch” w Hadze, znacznie przewyższył poprzednika pod względem skali i zawartości. Są tam: charakterystyczne domy, ulice, zaułki, kanały, wiatraki, ogrody. W zależności od pory roku organizowane są imprezy, jak na przykład festiwal tulipanów wiosną, czy pokaz sztucznych ogni latem.
Park jest podzielony na Strefę Parku Rozrywki i Strefę Portową. Obie części oferują wiele bezpłatnych i płatnych atrakcji, choć większość z nich znajduje się w Parku Rozrywki.
W Strefie Rozrywki, w budynkach odtworzonej holenderskiej starówki, znajdują się różnego rodzaju atrakcje w tym m.in.: teatry wykorzystujące technologię 3D, nawiedzony dom, labirynt lustrzany, diabelski młyn i replika wieży kościelnej Domtoren katedry św. Marcina w Utrechcie z panoramicznym widokiem z tarasu widokowego. Natomiast głównymi atrakcjami Strefy Portowej są: teatr i replika pałacu Huis ten Bosch, w którym mieści się muzeum sztuki.

## Początki współpracy japońsko-holenderskiej w XVII wieku
Formalne stosunki handlowe zostały ustanowione w 1609 roku na prośbę Anglika Williama Adamsa, który przybył do Japonii w 1600 roku na pokładzie holenderskiego statku „De Liefde”, który zarzucił kotwicę u brzegów ówczesnej prowincji Bungo, obecnie prefektura Ōita na wyspie Kiusiu (Kyūshū). Siogunat przyznał Holendrom szerokie prawa, co pozwoliło im utworzyć w Hirado placówkę handlową Holenderskiej Kompanii Wschodnioindyjskiej (niderl. Vereenigde Oostindische Compagnie, VOC; dosł. „Zjednoczona Kompania Wschodnioindyjska”), która została utworzona w oparciu o uchwałę Stanów Generalnych Republiki Siedmiu Zjednoczonych Prowincji Niderlandzkich w 1602 roku. 
Holendrzy handlowali takimi towarami, jak: przyprawy, tkaniny, porcelana i jedwab. Kiedy doszło do powstania na półwyspie Shimabara w 1637 roku, w którym japońscy chrześcijanie rozpoczęli bunt przeciwko siogunatowi Tokugawa, zostało ono stłumione częściowo z pomocą Holendrów. W rezultacie wszyscy przedstawiciele narodów chrześcijańskich, którzy udzielili pomocy buntownikom, zostali wypędzeni, co spowodowało, że Holendrzy byli w okresie zamknięcia się Japonii (sakoku) na 216 lat (1641–1857) jedynym partnerem handlowym z Zachodu, prowadząc interesy poprzez, przeniesioną z Hirado, faktorię na sztucznej wyspie Dejima (Deshima) w zatoce Nagasaki. Były to drzwi, przez które do Japonii docierała zachodnia wiedza z zakresu: medycyny, astronomii, matematyki, botaniki, fizyki, chemii, geografii, wojskowości (rangaku → nauka holenderska) oraz towary i uzbrojenie. Jednocześnie Holendrzy osiągali ogromne zyski sprzedając japońskie produkty i wiedzę na Zachód. Dla obu stron Dejima była czymś więcej niż tylko oknem na nowy świat.

## Współpraca wojskowa w XIX wieku
Po przymusowym otwarciu Japonii przez amerykańskie „czarne okręty” (kurofune) komodora Matthew Perry'ego (1794–1858) w 1854 roku władze zdecydowały się zmodernizować flotę. W tym celu zamówiono nowoczesne okręty wojenne o napędzie parowym. Jednakże pierwszym z nich był „Soembing”, dar od króla Niderlandów, Wilhelma III (1817–1890), dla sioguna Iesady Tokugawy (1824–1858). Okręt został przemianowany na „Kankō Maru”. W celu szkolenia japońskich żeglarzy i utrzymania bezpośrednich kontaktów utworzono Centrum Szkolenia Marynarki Wojennej w pobliżu Dejimy. Wśród studentów był Takeaki Enomoto, jeden z założycieli Cesarskiej Marynarki Wojennej Japonii.

## Galeria

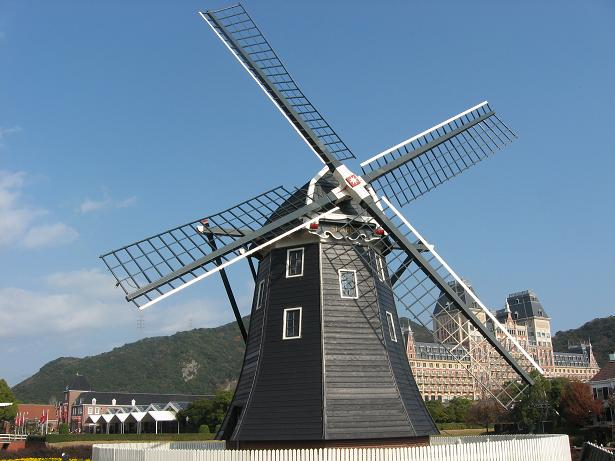
Wiatrak w Huis Ten Bosch, w głębi hotel ANA
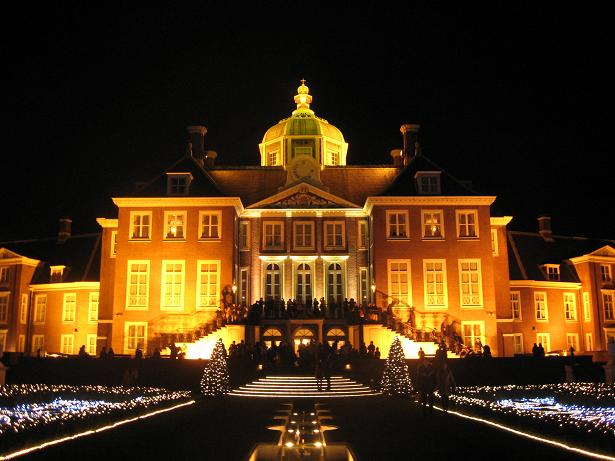
Replika pałacu Huis ten Bosch
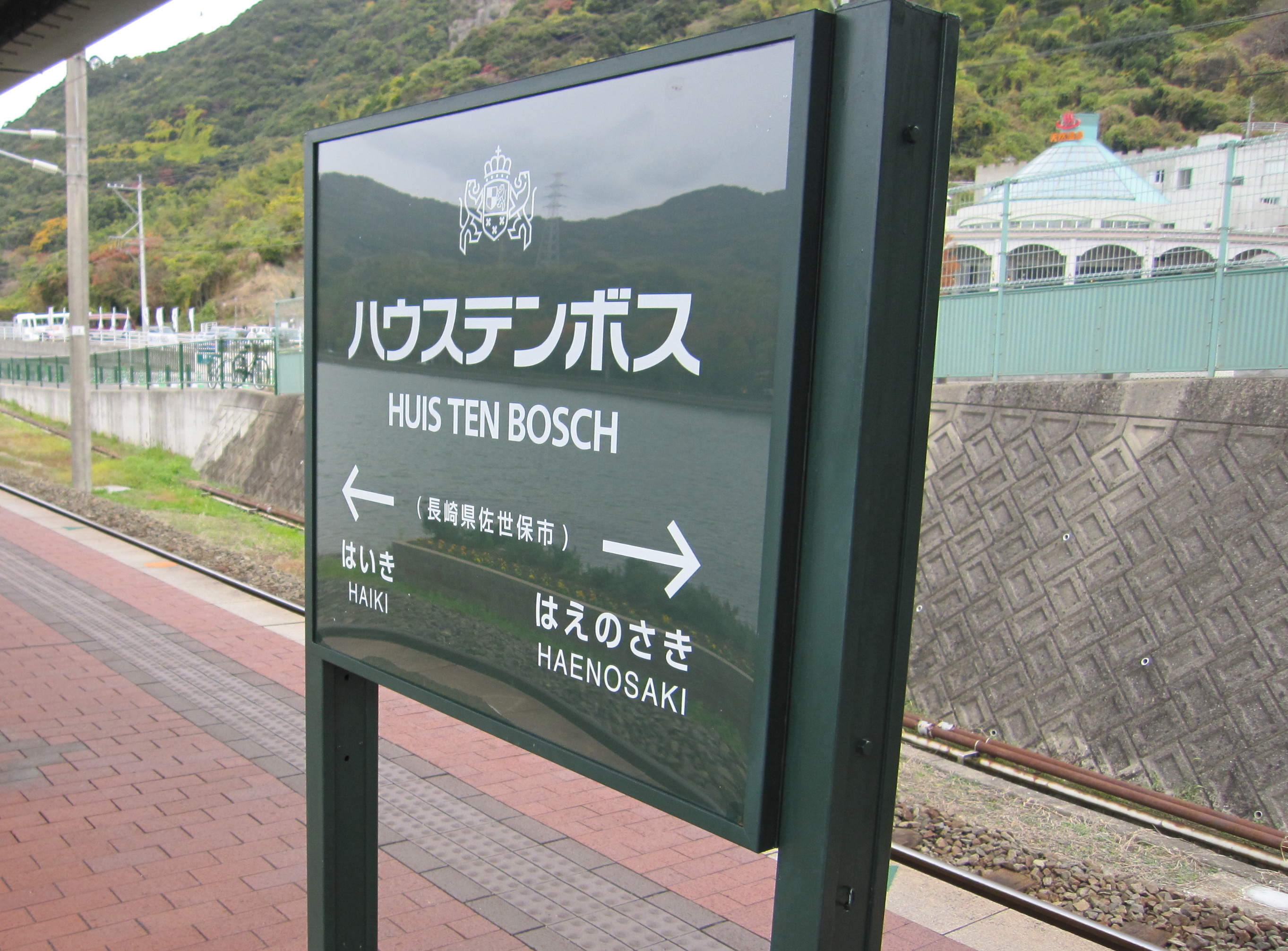
Stacja kolejowa Hausutenbosu przed wejściem do parku
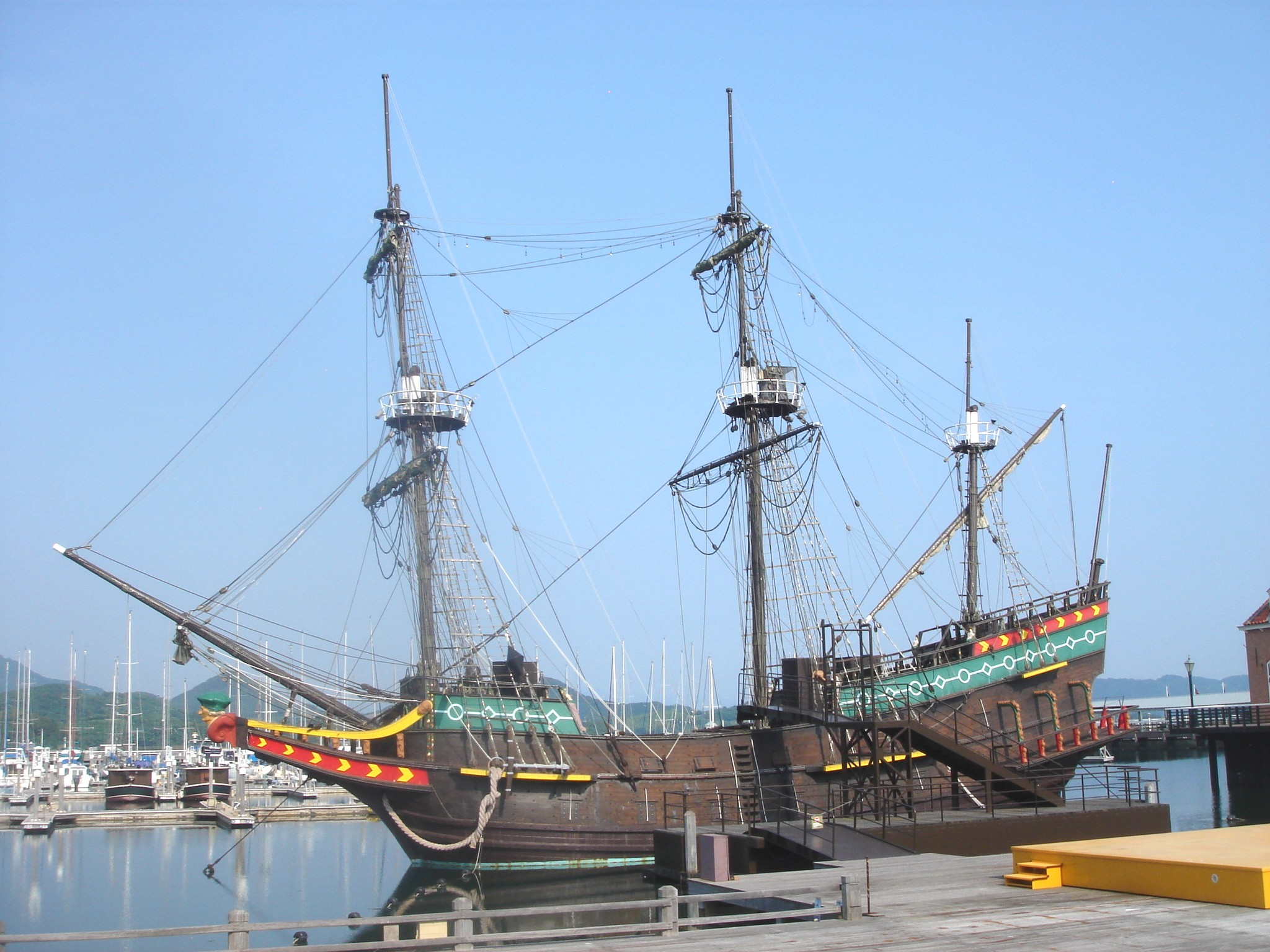
Replika statku „De Liefde”[a] zacumowanego w części portowej parku
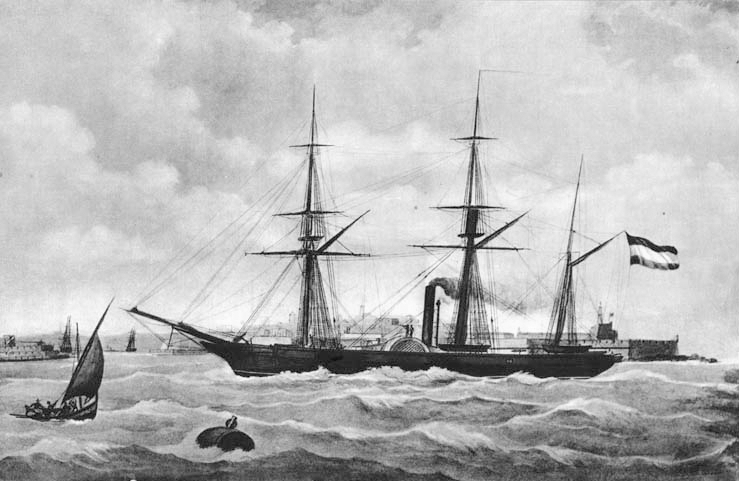
Parowiec łopatkowy „Soembing”/„Kankō Maru”